# 산돌학교
산돌학교는 경기도 남양주시 운수리 357에 있는 기독교대한감리회 계열 중고통합 5년제 기숙사형 대안학교이다.

## 학교 연혁

### 2002년 10월 ~ 11월
2002년 10월 17일 학교 설립을 위한 첫 모임을 가졌다. 현재의 조건과 향후 계획에 대해 논의 하였으며, 논의 결과 기독교대한감리회 교육국과 감리교 신학대학교 기독교 교육 연구소가 주관이 되어 준비 위원회 단계를 꾸려가기로 하고, 2002년 11월 7일 인가(학교 법인, 학교 형태의 평생교육 시설), 비인가 사례분석을 통한 학교형태 고찰을 하여 학교 설립의 방향성과 내용을 위한 개방적 워크샵 계획을 세웠다. 또, 2002년 11월 28일 대안교육 워크샵의 형식 주제논의와 함께 워크샵을 학교설립을 위한 예비 세미나로 운영하기로 결정하였다.

### 2002년 12월 ~ 2003년 4월
2002년 12월 23일 대안교육 예비 세미나의 구체적 일정 홍보방법 등 논의를 확정짓고, 2003년 1월 27일 대안교육 예비나 최종 점검을 하였다. 드디어 2003년 2월 ~ 3월 총 8주 동안 매주 목요일 저녁 7시 감리교 신학대학교에서 생명적 가치를 추구하는 대안학교 모형탐색 세미나를 진행하였다. 이 세미나에는 총 80여명이 세미나에 참석하였다. 2003년 4월 10일, 세미나를 통해 학교설립 프로젝트에 참가할 사람 10여명을 중심으로 한 1차 준비모임을 구성하고, 예미 세미나 평가 및 향후 일정 논의를 함께하였다. 2003년 4월 24일 2차 준비모임과 향후 세미나 내용 및 일정 논의(기독교 신앙과 한국 사상에 대한 세미나 계획)을 가졌다.

### 2003년 5월 ~ 2004년
2003년 5월 7일 ~ 8일 3차 준비모임, 입석 교육원 탐방과 학교형태(인가, 비인가), 모집 대상, 학생 모집 방법 등을 토론하였다. 또, 교사 세미나 일정 및 내용도 논의하였다. 2003년 5월 13일 학교설립 추진 위원회 결성을 위한 준비모임이 열렸으며 학교 설립 위원회의 얼개와 방향 위원회의 구성과 역할등을 논의 하였다. 2003년 6월 26일 학교 설립 위원회의 발족식을 위한 2차 준비모임이 있었으며 학교 설립위원 위촉 및 발족식 초청공문, 학교 설립 자료집 및 안내지 제작등을 협의하고 발족식 순서 및 내용 점검을 하였다. 2003년 5월 15일 ~ 12월 31일까지 매주 월, 수, 금 교사 세미나를 진행하였다. 하늘과 사람은 하나다, 기독교적 삶의 형성을 위한 '통전성' 문제, 자연의 길을 따르는 생명교육, 퇴계의 경과 창조영성, 영성교육의 새로운 명제 등을 주제로 교육 이념에 대한 논의와 공유, 교육 과정의 구체화, 학교 틀거리 짜기 작업을 진행하였다. 2003년 7월 14일 감리교 대안학교 설립위원회 발족식이 있었고 2003년 9월 5일에는 대교계 학교 사업설명회가 있었다. 2003년 11월 ~ 12월에는 학교시설 보완과 교구자재 반입이 있었고 2차 학교 설명회가 학생과 학부모를 대상으로 열렸다. 2004년 1월 신입생 전형을 받았고, 2004년 3월 1일 드디어 개교식 및 입학식이 열렸다.

### 2009년 ~ 2019년 11월
2009년 2월 28일 제 1회 졸업식이 있었으며 2009년 9월에는 산돌학교 교사동(생활관, 교실)을 신축하였다.
2018년 후반부터 2019년 초반에 기숙사 리모델링이 완료됐다.

## 학교 철학
- 자유          (헛된 가치에 휘둘리지 않고 책임과 함께하는 자유)
- 통전성       (나와 이웃과 사회와 자연이 이어져 있음을 깨닫는 학교)
- 깨달음       (지식에 머물지 않고 느끼고 깨달아 삶이 되는 교육)
- 생태와 생명, 평화의 가치를 추구하는 교육
- 교학상장    (학생과 선생이 함께 자라는 학교)

## 희망하는 인간상

### 작은 구도자
- 궁리(窮理)하는 사람
- 마음을 다하는 사람
- 생명을 살리는 사람
- 나누고 섬기는 사람
- 사람의 결을 살리고 자연의 길을 따르는 작은 구도자

## 교육 과정
| 학년  | 목표        | 학습 주안점                                                                        | 프로젝트                                                | 기초 학습 |
| ----- | ----------- | ---------------------------------------------------------------------------------- | ------------------------------------------------------- | --- |
| 1 ~ 2 | 배움과 익힘 | - 자기주도적 학습 역량 키우기 - 자치살림 - 몸과 마음 열기 - 생명평화 감수성 키우기 | - 자치살림 프로젝트 - 연극 프로젝트                     | - 의사소통 영역(우리말, 외국어) - 논리적 사고 영역(수학) - 신체 영역(체육) - 생활 영역(노작, 영성)                                   |
| 3 ~ 4 | 나눔과 실천 | - 사회적 이슈에 참여하기 - 지속가능한 사회를 위한 실천 - 자신의 재능을 나누기      | - 창업 프로젝트 - 인도 프로젝트 (사회적 이슈, 봉사)     | - 의사소통 영역(우리말, 외국어) - 논리적 사고 영역(수학) - 신체 영역(체육) - 생활 영역(노작, 영성) - 심화 영역(인문, 사회, 자연과학) |
| 5     | 만남과 선택 | - 내 삶의 스승 찾기 - 진로 체험하기 - 산돌학교에서의 삶 정리                       | - 삼인행 프로젝트 - 인턴쉽 프로젝트 - 졸업작품 프로젝트 | - 의사소통 영역(우리말, 외국어) - 논리적 사고 영역(수학) - 신체 영역(체육) - 생활 영역(노작, 영성) - 진로 심화 영역(개인별)          |